# Lasioglossum kansuense
Lasioglossum kansuense là một loài Hymenoptera trong họ Halictidae. Loài này được Blüthgen mô tả khoa học năm 1934.